# Ennio Testa
Ennio Testa (Milano, 17 settembre 1930 – Cassano d'Adda, 30 settembre 2019) è stato un calciatore italiano, di ruolo attaccante.

## Carriera
Cresce nella Pro Lissone con cui, nella stagione 1951-1952, realizza 26 gol in 33 presenze nel campionato di Serie C. Passato all'Atalanta, debutta in Serie A il 16 novembre 1952, in occasione del successo esterno sul Torino.
Nell'estate successiva, dopo un totale di 25 presenze e 8 reti con la maglia del club bergamasco, viene acquistato dalla Sampdoria, dove disputa due stagioni sempre in Serie A (40 presenze e 6 reti totali nell'arco del biennio), al termine delle quali viene ceduto in prestito al Palermo, in Serie B, collezionando 24 presenze e 4 reti nel campionato cadetto.
Nell'estate del 1956 viene ceduto alla Reggiana, in Serie C, per poi dopo una sola stagione (13 presenze e 2 reti) passare alla Vis Nova (con cui disputa una stagione nel Campionato Interregionale) ed infine concludere la carriera alla Pro Sesto, in Serie D.
In carriera ha disputato 66 incontri in Serie A, con 14 reti all'attivo, e 24 (con 4 reti) in Serie B (tutti col Palermo).